# František Šafránek
František Šafránek est un footballeur tchécoslovaque né le 2 janvier 1931 à Prague et mort le 27 juin 1987. Il évoluait au poste d'arrière droit.

## Biographie
International, il reçoit 22 sélections en équipe de Tchécoslovaquie de 1951 à 1961. Il fait partie du groupe tchécoslovaque lors des coupes du monde 1954 et 1958 et participe à l'Euro 1960.

## Carrière
- 1949-1952 :  Spartak Sokolovo
- 1952-1966 :  Dukla Prague
- 1966-1970 :  Spartak BS Vlašim

## Palmarès

### En club
Avec le Spartak Sokolovo :
- Champion de Tchécoslovaquie en 1952

Avec le Dukla Prague :
- Champion de Tchécoslovaquie en 1953, 1956, 1958, 1961, 1962, 1963, 1964 et 1966
- Vainqueur de la Coupe de Tchécoslovaquie en 1961 et 1965

### En sélection
- Troisième de l'Euro 1960